# Campylopus laxitextus
Campylopus laxitextus là một loài Rêu trong họ Dicranaceae. Loài này được Sande Lac. mô tả khoa học đầu tiên năm 1872.